# Índice beta
Em finanças, o beta (β ou coeficiente beta) de um investimento indica se o investimento é mais ou menos volátil do que o mercado como um todo.
Beta é uma medida do risco decorrente da exposição a movimentos gerais de mercado em oposição a fatores idiossincráticos. A carteira de mercado de todos os ativos investidos tem um beta de exatamente 1. Um beta abaixo de 1 pode indicar um investimento com menor volatilidade financeira do que o mercado, ou um investimento volátil cujos movimentos de preço não são altamente correlacionados com o mercado. Um exemplo do primeiro é um projeto de lei do Tesouro dos Estados Unidos: o preço não sobe ou desce muito, então ele tem um beta baixo. Um exemplo do segundo é ouro. O preço do ouro sobe e desce muito, mas não na mesma direção ou ao mesmo tempo que o mercado.
Um beta maior que 1 geralmente significa que o ativo é volátil e tende a subir e descer com o mercado. Um exemplo é uma ação em uma grande empresa de tecnologia. Betas negativos são possíveis para investimentos que tendem a diminuir quando o mercado sobe e vice-versa. Existem poucos investimentos fundamentais com betas negativos consistentes e significativos, mas alguns derivativos financeiros como put options podem ter grandes betas negativos.
O beta é importante porque mede o risco de um investimento que não pode ser reduzido pela diversificação financeira. Ele não mede o risco de um investimento mantido em uma base individual, mas a quantidade de risco que o investimento acrescenta a uma carteira já diversificada. No Modelo de Precificação de Ativos de Capital (CAPM), o risco beta é o único tipo de risco para o qual os investidores devem receber um retorno esperado maior que a taxa de juros livre de risco.